# Сердюк Юрій Олександрович
Сердюк Юрій Олександрович (15 квітня 1938, Лозова — 2 серпня 2021, Київ) — український поет родом з Харківщини. 

## З біографії
1965 року закінчив Літературний інститут імені М. Горького в Москві.
1966 — член Спілки письменників, 1984 — лауреат Всесоюзного літературного конкурсу імені М. Островського.

## Поетичні збірки
- «Сурми серця» (1965),
- «Пороги віку» (1967),
- «Світлиця» (1970),
- «Все, що зімною», 1972,
- «Океан», 1979,
- «Мелодія вогню», 1982,
- «Відкритий океан», 1983,
- «Ти починаєшся з очей», 1990,
- «Мелодія вогню» й інші.